# 邁克·艾斯納
邁克·丹曼·艾斯納（英語：Michael Dammann Eisner，1942年3月7日—）是一名美國企業家，於1984至2005年間擔任華特迪士尼公司執行長。

## 早年生活
艾斯納出生在紐約州基斯科山 (紐約州)的富裕猶太家庭。母親瑪格麗特·丹曼（Margaret Dammann）來自創立美國安全刀片公司（American Safety Razor Company）的家庭，她曾是專門治療兒童風濕熱的艾靈頓機構（Irvington Institute）醫院的董事長 。父親小雷斯特·艾斯納（Lester Eisner Jr. ）曾是美國住房及城市發展部的律師和區域主管。曾祖父席格蒙·艾斯納建立了一間非常成功的服裝公司，並曾是美國童軍制服的第一批供應商之一。而曾祖母伯莎·維絲（Bertha Weiss）來自一個建立起紐澤西州雷德班克移民家庭。邁克·艾斯納的雙親皆是德國猶太人的移民後裔，艾斯納有16位親戚死於猶太人大屠殺。
艾斯納成長在曼哈頓公園大道。他自幼稚園起至九年級間皆就讀於艾倫斯蒂文森學校，接著自十年級起就讀羅倫斯威爾中學。他在1964年自丹尼森大學畢業，獲得英文系文學士學位。艾斯納有一位姐妹，瑪格特·佛里德曼（Margot Freedman）。

## 職業生涯

### 華特迪士尼公司
在華特·迪士尼於1966年逝世後，華特迪士尼公司曾數度面臨遭到併購的危機。公司股東席德·貝斯和洛伊·E·迪士尼在1984年延攬艾斯納擔任執行長與董事會主席，此外兩人也聘請了前華納兄弟總裁法蘭克·威爾斯取代朗·W·米勒成為董事長，希望能藉此強化公司組織。
在1980年代下半和1990年代初期，迪士尼重新展現了活力。從《威探闖通關》（1988年）和《小美人魚》（1989年）開始，迪士尼旗下的主要動畫工作室在商業票房和專業評價上獲得連續的成功。在迪士尼影業主席傑弗瑞·卡森伯格於1993年買下米拉麥克斯影業後，也讓迪士尼擴展了成年人市場。之後迪士尼陸續併購了多間媒體公司，包括美國廣播公司和ESPN。
1990年代初，艾斯納和同事們推動了「迪士尼十年」（The Disney Decade）計畫，內容包括在世界各地建設新的主題樂園、擴建既有的主題樂園、製作多部新電影，以及新的媒體投資。計畫中的部分提案獲得完成，但大部分並未真的實現。完成的項目包括歐洲迪士尼度假村（現為巴黎迪士尼樂園）、迪士尼米高梅影城（現為迪士尼好萊塢夢工場）、迪士尼加州冒險主題樂園（現為迪士尼加州冒險樂園）、巴黎迪士尼米高梅影城（最後在2002年以華特迪士尼影城之名在巴黎開幕），以及其他數部電影，包括《威探闖通關》的一系列作品。
法蘭克·威爾斯於1994年的一場直昇機墜毀中喪生。在艾斯納未指派華特迪士尼影業主席傑弗瑞·卡森伯格接替威爾斯擔任董事長後，卡森伯格向迪士尼遞出辭呈，並和史蒂芬·史匹伯和大衛·葛芬一同創立了夢工廠。之後艾斯納找來了友人邁克·史蒂芬·歐維茲接任董事長，歐維茲曾是創新藝人經紀公司的創始人之一。然而迪士尼的董事會幾乎沒有參與董事長人選的決策，當時董事會的成員包括奧斯卡獲獎演員薜尼·鮑迪、希爾頓飯店公司的執行長史提芬·弗雷澤·伯倫貝克、前任美國參議員乔治·米切尔、耶魯建築學院院長羅伯特·斯坦恩，以及迪士尼前執行長雷蒙·華森和卡德·沃克（Card Walker）。歐維茲就任14個月後即在1996年12月離開迪士尼，離職的原因是「非因過失而解除雇傭關係」（no fault termination）。雖然僅在迪士尼工作約一年多，但歐維茲獲得了現金3,800萬美元和約值1億美元的股票選擇權作為遣散費。歐維茲事件也引引起了股東代位訴訟，在約10年後的2006年終於獲得判決。德拉瓦州衡平法院法官威廉·B·錢德勒三世雖然描述艾斯納的行為「不符股東們對受託人的期待與要求⋯」，但他認為艾斯納和其他迪士尼董事並未違反法律條文（指公司管理階層和董事會對股東的謹慎責任）。

### 「拯救迪士尼」活動和艾斯納的離職
迪士尼共同創辦人洛伊·O·迪士尼的兒子，同時也是華特·迪士尼姪子的洛伊·E·迪士尼在2003年宣布辭職，他不再擔任迪士尼的副主席，並離開華特迪士尼長篇動畫主席的職位。他的辭職理由包括對美國廣播公司（ABC）電視網微觀管理的失敗、迪士尼主題樂園方面的退縮、華特迪士尼公司正成為一間「貪婪、沒有靈魂」的公司，並拒絕建立一個清楚的世代交替計畫，以及自2000年起的電影票房失利。
2004年3月迪士尼的年度股東會議中，在前董事會成員洛伊·迪士尼和史丹利·哥德的遊說下，代理投票結果有43%ˇ的迪士尼股東不支持重新將艾斯納選入董事會。迪士尼董事會將主席的職位交給了成員喬治·米契爾。但董事會並沒有立即解除艾斯納執行長的職位。
2005年3月13日，艾斯納宣布將在他與迪士尼合約到期的前一年，自行請辭迪士尼執行長的職務。同年9月30日，艾斯納同時辭去執行長和離開董事會，並切斷與迪士尼的所有一切關係。他放棄了合約上的所有權利，包括使用公司噴射機的權利，和在柏本克迪士尼總部的個人辦公室。艾斯納離職後，由曾擔任迪士尼營運長的羅伯特·艾格接任執行長。

## 迪士尼後
2005年10月7日，艾斯納在脫口秀節目《查理·罗斯访谈录》中擔任客座主持人，當時的來賓是約翰·屈伏塔和艾斯納的前主管巴里·迪勒。CNBC總裁馬克·霍夫曼（Mark Hoffman）在看到艾斯納的表現後，在2006年初邀請艾斯納開設並主持自己的脫口秀節目《與麥可艾斯納對話》。節目中的來賓大多是公司的執行長、政治領袖、藝術家和演員，包括查克·諾里斯和法蘭克·蓋瑞等人 。艾斯納同時身兼該節目的執行製作人。
2007年3月，艾斯納的投資公司「托內特公司」成立了「Vuguru」電影公司，專門負責在網路、行動媒體裝置和行動電話上製作發行影片。
2007年10月，艾斯納透過托內特公司和麥迪遜迪爾伯恩合作，收購了泡泡糖和收藏品製造公司「Topps」。他製作了一部偽紀錄片風格的節目《Back on Topps》，描述收購公司的過程。
2009年，艾斯納用個人的資金製作了一個黏土動畫節目，名為《牙醫格倫·馬汀》。
艾斯納在2012年被列入電視名人堂。

## 個人生活
大學畢業後，艾斯納在1964年遇見了未來的妻子珍·布萊肯瑞吉（Jane Breckenridge）。兩人育有三子，分別是布萊克、艾瑞克和安德斯（Anders） 。

## 著作
- Work In Progress（1998年，ISBN 0-375-50071-5）
  - 《高感性事業》（中譯本，2001年，ISBN 957031673X）
- Camp（2005年，ISBN 978-0446533690）
- Working Together: Why Great Partnerships Succeed（2010年，ISBN 978-0-06-173236-2）

## 獲獎與榮譽
- 2001年國家建築物博物館榮譽獎[17]
- 2004年紐約北美洲猶太人聯盟（英语：Jewish Federations of North America）史提芬·J·羅斯年度人道獎（Steven J. Ross Humanitarian of the Year Award）[18]
- 2008年好萊塢星光大道[19]
- 2012年3月1日被列入電視名人堂（英语：Television Academy Hall of Fame）[20]

## 資料來源
引用
1. ↑  . Entertainment Weekly (1197). 2012-03-09: 26 （英语）.
2. ↑  . Forbes.   [2013-10-03]. （原始内容存档于2020-05-20） （英语）.
3. ↑  . denison.edu. Denison University.   [2013-08-26]. （原始内容存档于2016-10-12）.
4. 1 2 3 4 5 6 7  Pinsky, Mark I., The Gospel According to Disney: Faith, Trust, and Pixie Dust （页面存档备份，存于） p. 123-129
5. 1 2 3  .   [2014-08-14]. （原始内容存档于2020-08-05）.
6. 1 2  . 紐約時報. 1987-06-19  [2014-08-13]. （原始内容存档于2020-05-20） （英语）.
7. ↑  Sigmund Eisner obituary, NY Times, Jan. 6, 1925
8. ↑  In re The Walt Disney Company Derivative Litigation,  907 A.2d 693 (Del. Ch. 2005-08-09).
9. ↑  McCarthy, Michael. . USA Today. 2003-12-02  [2009-12-17]. （原始内容存档于2008-09-06）.
10. ↑  楊惠菁. . 商業周刊 (商業周刊). 2004-03-10  [2014-08-14]. （原始内容存档于2016-03-04）.
11. ↑  McCarthy, Michael. . USA Today. 2004-03-05  [2013-10-26]. （原始内容存档于2021-03-09）.
12. ↑  Holson, Laura M. . New York Times. 2005-09-26  [2013-10-10]. （原始内容存档于2014-12-16）.
13. ↑  .   [2014-08-14]. （原始内容存档于2020-05-20）.
14. ↑  .   [2014-08-14]. （原始内容存档于2012-09-18）.
15. ↑  Petrecca, Laura. . USA Today. 2006-01-10  [2010-05-12]. （原始内容存档于2011-10-20）.
16. ↑  .   [2014-08-14]. （原始内容存档于2020-05-20）.
17. ↑  National Building Museum. .   [2014-08-14]. （原始内容存档于2017-03-15）.
18. ↑  . UJA-Federation of New York.   [2012-08-28]. （原始内容存档于2012-09-25）. Steven J. Ross Humanitarian of the Year Award Honorees ... 2004 Michael Eisner
19. ↑  Quick, Sonya. . Orange County Register. 2008-04-24. （原始内容存档于2011-07-23）.
20. ↑  Glazer, Mikey. . The Wrap News, Inc. March 2, 2012  [August 28, 2012]. （原始内容存档于2020-05-20）.

書目
- Michael Dammann Eisner; Tony Schwartz 施瓦茨; 刘俊英.  [《高感性事业》]. 中信出版社 (中国大陸: 中信集团). 2004. ISBN 750-860-051-7 （中文）. （简体中文）； ISBN 0-375-50071-5（英文）1998

## 外部連結
- 官方網站 MichaelEisner.com （页面存档备份，存于）
- 邁克·艾斯納在互联网电影资料库（IMDb）上的資料（英文）
- Conversations with Michael Eisner（邁克·艾斯納的CNBC脫口秀節目）
- 艾斯納基金會 （页面存档备份，存于）
- Archive of American Television interview （页面存档备份，存于）（邁克·艾斯納的電視訪問存擋）

| 商界職務         | 商界職務                            | 商界職務           |
| ---------------- | ----------------------------------- | ------------------ |
| 前任： 雷蒙·華森 | 華特迪士尼公司主席 1984年－2004年   | 繼任： 喬治·米契爾 |
| 前任： 朗·W·米勒 | 華特迪士尼公司執行長 1984年－2005年 | 繼任： 羅伯特·艾格 |